# William Jack (Politiker, 1788)
William Jack (* 29. Juli 1788 in Greensburg, Westmoreland County, Pennsylvania; † 28. Februar 1852 ebenda) war ein US-amerikanischer Politiker. Zwischen 1841 und 1843 vertrat er den Bundesstaat Pennsylvania im US-Repräsentantenhaus.

## Werdegang
Nach einem Jurastudium und seiner Zulassung als Rechtsanwalt begann William Jack in diesem Beruf zu arbeiten. Im Jahr 1831 zog er nach Brookville, wo er im Handel arbeitete. Von 1830 bis 1835 war er auch Inspekteur der Staatsmiliz im Westmoreland und im Fayette County. Im Jahr 1833 war er zusätzlich Sheriff in Brookville. Nach 1835 zog er für einige Zeit in den Staat Mississippi, wo er im Baugeschäft tätig war. Dort war er auch am Bau eines Kanals beteiligt. Anschließend kehrte er nach Pennsylvania zurück. Um das Jahr 1840 war er Bezirksrichter im dortigen Jefferson County.
Politisch war Jack Mitglied der Demokratischen Partei. Bei den Kongresswahlen des Jahres 1840 wurde er im 23. Wahlbezirk von Pennsylvania in das US-Repräsentantenhaus in Washington, D.C. gewählt, wo er am 4. März 1841 die Nachfolge von William Beatty antrat. Bis zum 3. März 1843 konnte er eine Legislaturperiode im Kongress absolvieren. Seine Zeit als Abgeordneter war von den Spannungen zwischen Präsident John Tyler und den Whigs belastet. Außerdem wurde damals bereits über eine mögliche Annexion der seit 1836 von Mexiko unabhängigen Republik Texas diskutiert.
Nach dem Ende seiner Zeit im US-Repräsentantenhaus betätigte sich William Jack in der Landwirtschaft. Er starb am 28. Februar 1852 in seiner Heimatstadt Greensburg, wo er auch beigesetzt wurde.